# آدری ازوارتپورته
آدری ازوارتپورته (هلندی: Adrie Zwartepoorte; ۱۸ فوریهٔ ۱۹۱۷ – ۲۴ مارس ۱۹۹۱) دوچرخه‌سوار اهل هلند بود.